# Žiga
Za baročni ples glej Gigue
Žiga je moško osebno ime.

## Izvor in pomen imena
Žiga je skrajšana oblika nemškega imena Siegmund. Ime je tvorjeno iz starih visokonemških besed  sigu (zmaga) in munt (obramba, varstvo).

## Slovenske različice
- moške oblike imena: Žigmond, Žigon
- ženska oblika imena: Žikica (unikatna)
- Ime Sigmund se na Slovenskem ni ohranilo, obstajajo pa priimki Žižmond, Žigon, Žgur.

## Tujejezikovne različice
- Nemška imena: Siegbald, Siegberg, Siegbod, Siegher, Siegfried, Sieghard, Siegmar, Siegwald, Siegward. Različica nemškega imena Siegmund je Sigismund.
- Poljaki : Zygmunt
- Čehi : Zikmund
- Angleži : Sigismund
- Francozi : Sigismond
- Madžari : Zsigmond, skrajšano Zsiga (izgovor Žiga)

## Pogostost imena
Po podatkih Statističnega urada Republike Slovenije je bilo na dan 1. januar 2020 v Sloveniji 7.639 oseb z imenom Žiga. Ime Žiga je bilo na ta dan po pogostosti uporabe na 33. mestu.

## Osebni praznik
Žiga praznuje god 11. maja skupaj s sv. Sigismundom, kraljem Burgundije, ki je umrl 11. maja leta 523.

## Prvič se pojavi
V Sloveniji se ime Žiga prvič pojavi v Mitninskih knjigah okrog leta 1500 - obračunska knjiga ljubljanskega meščana Žige Mosspacherja. Imel je tudi družinske povezave z družino Filipič (okrog leta 1545).

## Slavni nosilci imena
Žiga je bil tudi : 
- sveti Sigismund, burgundski kralj, ki je umrl leta 523 (god 11. maja)
  - Cerkev sv. Žige, Polhovica
- Sigmund Luksemburški rimsko - nemški cesar v letih 1410 - 1437.
- Žiga Zois , mentor in mecen slovenske literature v  razsvetljenstvu.
- Žiga Herberstein  doma iz Vipave, ki je bil diplomat in potopisec.
- Žiga Virc slovenski filmski režiser iz Novega mesta.
- Žiga Kariž,  slovenski slikar in sodobni umetnik iz Ljubljane, rojen leta 1973.

## Zavetnik in cerkve
V Sloveniji je ena cerkev sv. Žiga in tj. cerkev sv. Žiga na Polhovici, ki je podružnica župnije Šentjernej na Dolenjskem.  Zgrajena je bila že leta 1609. 